# سباق سيدني هوبارت لليخوت

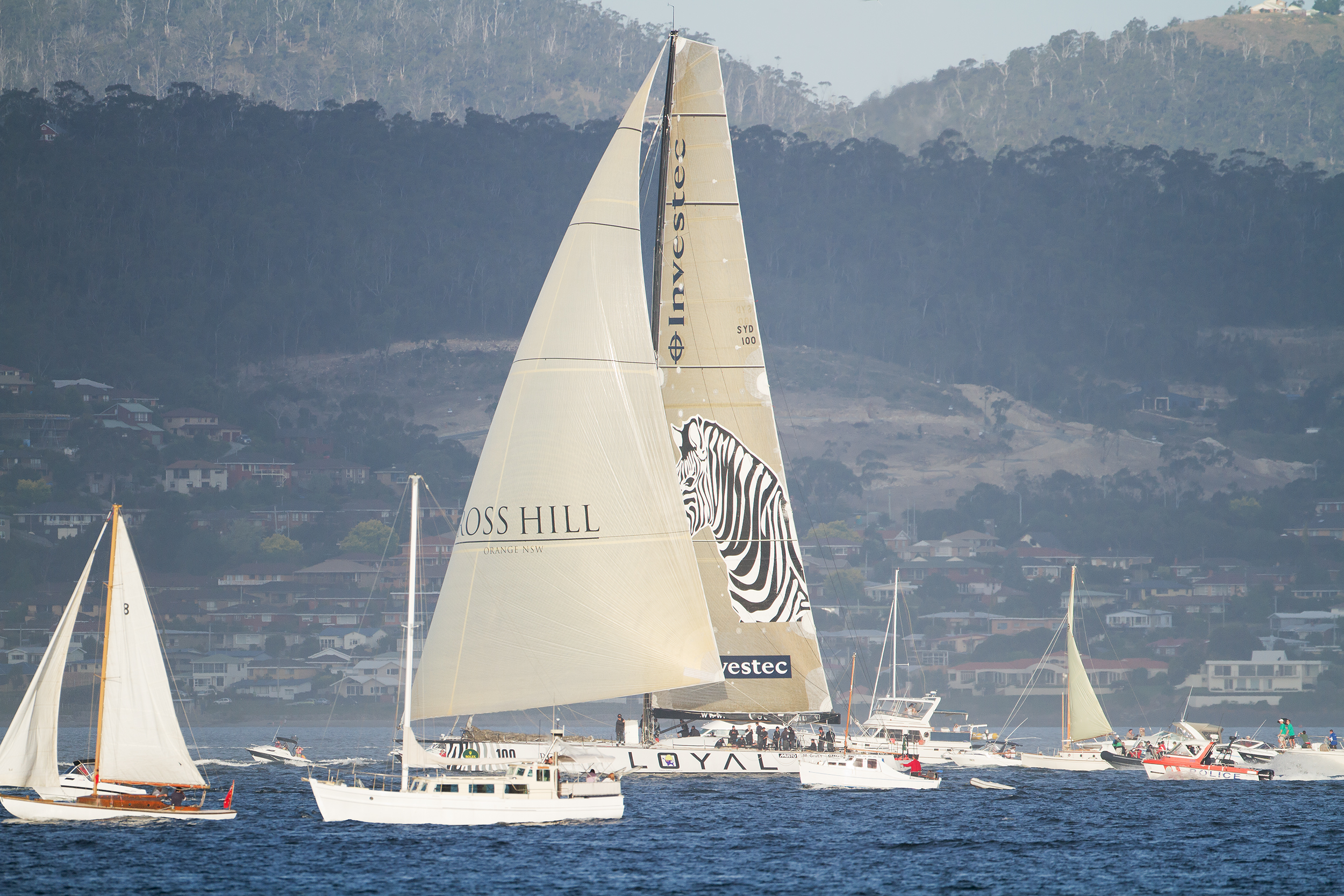
Investec Loyal about to win 2011 Sydney to Hobart

سباق سيدني هوبارت لليخوت إحدى المناسبات العالمية من سباقات المحيطات القديمة. وهو يبدأ من سيدني عند نقطة بوكسنج داي في يوم 26 ديسمبر من كل عام، ويغطي مسافة 1,134كم، وفي الغالب يأخذ أسرع اليخوت مدة يومين إلى أربعة أيام للوصول إلى مدينة هوبارت بمقاطعة تسمانيا. وتمّ تنظيم هذا السباق لأول مرة في عام 1945م ويتم دائمًَا تحت رعاية نادي اليخوت الأسترالي.